# Bab Al-Hara
Bab Al-Hara (em árabe: باب الحارة , «A Porta da Vizinhança») é uma das séries de televisão mais populares do mundo árabe, visto por dezenas de milhões de pessoas, desde a "Gaza atingida pela pobreza" às "cidades opulentas do Golfo Pérsico". A série narra os acontecimentos diários e os dramas familiares em um subúrbio de Damasco, na Síria, no período entre guerras sob o governo francês, quando a população local desejava a independência. O apelo é intergeracional, e os espectadores incluem muçulmanos, cristãos, drusos e judeus de países árabes, o show foi um grande sucesso no mundo árabe, então o MBC decidiu renová-lo para uma segunda temporada. A segunda temporada da série foi ainda mais bem sucedida, e o final foi visto por mais de 50 milhões de telespectadores em todo o mundo árabe. Foi renovado por mais três temporadas. O show anunciou seu cancelamento devido a todas estas estações prolongadas. A série fez um retorno no Ramadão 2014, com a temporada seis. Foi proposto para ser filmado em Dubai em conjuntos de filmes, mas muitos sírios protestaram contra isso, pois elimina a essência de Bab Al Hara. A sexta temporada estreou no Ramadão 2014 em Canais HD MBC e teve revisões de vários tipos.

## Discrição geral
Bab Al-Hara foi exibido durante o Ramadãp e faz parte da tradição moderna emergente da novela do Ramadãp. Os canais satélites árabes transmitem programação especial todas as noites durante o Ramadãp para tentar capturar pessoas das famílias que se reuniram para comer e quebrar o jejum.
Dirigido por Bassam al-Mulla e transmitido pela MBC, a primeira parcela da série, composta por 31 episódios, exibida durante o Ramadão em 2006 e com ampla audiência e recepção positiva. A segunda parcela, intitulada Bab al-Hara 2, foi altamente antecipada, recebendo ainda maior reconhecimento no Ramadão de 2007. Uma terceira parcela emitida no Ramadão em 2008 foi oficialmente anunciada no canal al-Arabiya em outubro de 2007, e focado nas vidas pós-maritais dos filhos de Abu Issam, médico local e barbeiro. 
Como muitas das mais recentes séries árabes populares, Bab al-Hara é uma produção síria, financiada pelos canais de satélites do estado do Golfo. Isso reflecte uma nova tendência que representa a mudança da dominação da mídia árabe dos egípcios para os sírios.
Mais duas estações de Bab al-Hara foram transmitidas no Ramadão 2009 e 2010, Bab al-Hara 4 e 5 foram produzidas directamente uma após a outra como Bab al-Hara 1 e 2. Isso foi anunciado logo após a emissão de 10 episódios de Bab al-Hara 3 depois de perceber que Bab al-Hara 3 conseguiu manter seu público e não diminuir nas classificações. É óbvio que o MBC será o canal para transmitir a série nos próximos dois anos, embora este ano deram os direitos à Líbia Al-Shababiya (Canal da Juventude da Líbia) para transmitir o Bab al-Hara 3 enquanto transmitia no MBC.

## Contexto histórico
Bab al-Hara ocorre na década de 1930, época em que o Oriente Médio foi colonizado por potências ocidentais. A Síria estava sob controle francês e a Palestina, onde alguns dos homens do bairro lutarão no final da segunda parcela da série, foi ocupada pelos britânicos. Bab al-Hara representa os últimos momentos da sociedade síria, tal como existiu na sua composição do império otomano secular, pouco antes da transição para a modernidade colonial e pós-colonialismo. A série que se remonta a este tempo explica parcialmente a sua enorme popularidade, uma expressão da nostalgia do mundo árabe e o anseio de um tempo mais simples e digno.

## Antecedentes
A história da série é baseada em uma interpretação da vida na antiga cidade de Damasco. Cada bairro, ou hara, tem seu próprio mukhtar, um ancião eleito que é considerado em alta estima. O mukhtar, escolhido de forma ideal com base em sua história no bairro, dependia de um número de homens do bairro reunidos ao seu redor para ajudá-lo em suas funções. Esses membros, juntamente com o mukhtar, eram um pequeno núcleo que discutia sobre o bairro e decidia o que era bom para ele. Os membros mais ricos financiaram o mukhtar, com fins como o uso para renovação pública, atribuídos a instituições de caridade para os pobres ou reservados para usos de emergência. Os membros eram geralmente da classe mercantil, com renda constante por ter lojas ou empresas, como cabeleireiras, padarias, ferreiros, mercearias ou outras actividades mercantis.